# 广益隆镇
广益隆镇，是中国内蒙古自治区乌兰察布市察哈尔右翼中旗下辖的一个乡镇级行政单位。

## 行政区划
广益隆镇共辖以下地区：
范家房村、华山子村、纳令村、卧狼卜村、偏关村、西梁村、东坊子村、西河子村、红山子村、安图村、脑包图村、广益隆村、南营子村、下地村、土城子村、五号村、南三道沟村、三号村、麻迷图村、井沟子村、后卜子村、乌尔图不浪村、中什拉村。